# Marathon féminin aux championnats du monde d'athlétisme 2003
Navigation
Edmonton 2001 Helsinki 2005
L'épreuve du marathon féminin des championnats du monde d'athlétisme 2003 s'est déroulée le 26 août 2003. Le départ est fixé près de la Place de l'Hôtel-de-Ville à Paris, et l'arrivée se situe au Stade de France de Saint-Denis, en France. L'épreuve est remportée par la Kényane Catherine Ndereba.

## Résultats
| Rang               | Athlète               | Pays                 | Temps           | Notes |
| ------------------ | --------------------- | -------------------- | --------------- | ----- |
| Médaille d'or      | Catherine Ndereba     | Kenya                | 2 h 23 min 55 s |       |
| Médaille d'argent  | Mizuki Noguchi        | Japon                | 2 h 24 min 14 s |       |
| Médaille de bronze | Masako Chiba          | Japon                | 2 h 25 min 09 s |       |
| 4                  | Naoko Sakamoto        | Japon                | 2 h 25 min 25 s |       |
| 5                  | Ham Bong-Sil          | Corée du Nord        | 2 h 25 min 31 s | NR    |
| 6                  | Elfenesh Alemu        | Éthiopie             | 2 h 26 min 29 s |       |
| 7                  | Joyce Chepchumba      | Kenya                | 2 h 26 min 33 s | SB    |
| 8                  | Olivera Jevtić        | Serbie-et-Monténégro | 2 h 26 min 49 s |       |
| 9                  | Svetlana Zakharova    | Russie               | 2 h 26 min 53 s |       |
| 10                 | Shitaye Gemechu       | Éthiopie             | 2 h 27 min 26 s | SB    |
| 11                 | Nuţa Olaru            | Roumanie             | 2 h 28 min 24 s | SB    |
| 12                 | Zhang Shujing         | Chine                | 2 h 29 min 24 s |       |
| 13                 | Beatriz Ros           | Espagne              | 2 h 29 min 25 s | PB    |
| 14                 | Li Helan              | Chine                | 2 h 29 min 46 s | SB    |
| 15                 | María Abel            | Espagne              | 2 h 30 min 15 s | SB    |
| 16                 | Lena Gavelin          | Suède                | 2 h 30 min 39 s | NR    |
| 17                 | Stine Larsen          | Norvège              | 2 h 30 min 44 s |       |
| 18                 | Luminiţa Talpoş       | Roumanie             | 2 h 30 min 49 s |       |
| 19                 | Asha Gigi             | Éthiopie             | 2 h 31 min 01 s | PB    |
| 20                 | Ulrike Maisch         | Allemagne            | 2 h 31 min 21 s | PB    |
| 21                 | Rakiya Maraoui        | France               | 2 h 31 min 23 s | SB    |
| 22                 | Viktoriya Klimina     | Russie               | 2 h 31 min 45 s | SB    |
| 23                 | Annemette Jensen      | Danemark             | 2 h 31 min 55 s | PB    |
| 24                 | Ri Kum-Sil            | Corée du Nord        | 2 h 32 min 08 s | PB    |
| 25                 | Larisa Zyuzko         | Russie               | 2 h 32 min 26 s |       |
| 26                 | Marie Söderström      | Suède                | 2 h 32 min 27 s | SB    |
| 27                 | Takami Ominami        | Japon                | 2 h 32 min 31 s |       |
| 28                 | Sandy Jacobson        | Canada               | 2 h 33 min 51 s | PB    |
| 29                 | Kim Jong-Sun          | Corée du Nord        | 2 h 34 min 12 s |       |
| 30                 | Meseret Kotu          | Éthiopie             | 2 h 34 min 19 s | SB    |
| 31                 | María Teresa Pulido   | Espagne              | 2 h 34 min 37 s |       |
| 32                 | Simona Staicu         | Hongrie              | 2 h 34 min 51 s |       |
| 33                 | Jill Boaz             | États-Unis           | 2 h 34 min 54 s | PB    |
| 34                 | Fatima Yvelain        | France               | 2 h 36 min 20 s |       |
| 35                 | Kenza Wahbi           | Maroc                | 2 h 36 min 29 s | PB    |
| 36                 | Jin Li                | Chine                | 2 h 37 min 10 s | SB    |
| 37                 | Linda Somers Smith    | États-Unis           | 2 h 37 min 14 s | SB    |
| 38                 | Svetlana Demidenko    | Russie               | 2 h 37 min 19 s | SB    |
| 39                 | Joanna Lodge          | Royaume-Uni          | 2 h 37 min 56 s | SB    |
| 40                 | Irina Timofeyeva      | Russie               | 2 h 38 min 06 s | SB    |
| 41                 | Lucilla Andreucci     | Italie               | 2 h 38 min 22 s |       |
| 42                 | Gloria Marconi        | Italie               | 2 h 38 min 26 s |       |
| 43                 | Giovanna Volpato      | Italie               | 2 h 38 min 38 s |       |
| 44                 | Nadia Ejjafini        | Bahreïn              | 2 h 38 min 39 s | PB    |
| 45                 | Aurica Buia           | Roumanie             | 2 h 39 min 04 s |       |
| 46                 | Workenesh Tola        | Éthiopie             | 2 h 39 min 25 s |       |
| 47                 | Jane Salumäe          | Estonie              | 2 h 39 min 36 s | SB    |
| 48                 | Zahia Dahmani         | France               | 2 h 40 min 34 s |       |
| 49                 | Banuelia Katesigwa    | Tanzanie             | 2 h 40 min 45 s |       |
| 50                 | Fátima Silva          | Portugal             | 2 h 40 min 59 s |       |
| 51                 | Mihaela Botezan       | Roumanie             | 2 h 41 min 13 s |       |
| 52                 | Hanan Fahroun         | Maroc                | 2 h 42 min 56 s | PB    |
| 53                 | Choi Kyung-Hee        | Corée du Sud         | 2 h 43 min 38 s |       |
| 54                 | Hafida Gadi           | France               | 2 h 45 min 53 s |       |
| 55                 | Tamara Lave           | États-Unis           | 2 h 46 min 22 s | PB    |
| 56                 | Jong Yong-Ok          | Corée du Nord        | 2 h 50 min 21 s |       |
| 57                 | Epiphanie Nyirabarame | Rwanda               | 2 h 54 min 16 s | PB    |
| 58                 | Simona Viola          | Italie               | 2 h 54 min 27 s |       |
| 59                 | Kelly Keane           | États-Unis           | 2 h 55 min 26 s | SB    |
| 60                 | Sophie Gordon         | Polynésie française  | 3 h 00 min 53 s |       |
| 61                 | Priscilla Mamba       | Swaziland            | 3 h 18 min 35 s | SB    |
| 62                 | Sonia Lopes           | Cap-Vert             | 3 h 21 min 59 s |       |
| —                  | Fatima Hajjami        | France               | DNF             |       |
| —                  | Sylvia Mosqueda       | États-Unis           | DNF             |       |
| —                  | Beatrice Omwanza      | Kenya                | DNF             |       |
| —                  | Rie Matsuoka          | Japon                | DNF             |       |
| —                  | Constantina Dita      | Roumanie             | DNF             |       |
| —                  | Rosaria Console       | Italie               | DNF             |       |
| —                  | Anna Pichrtová        | Tchéquie             | DNS             |       |

## Légende
Records et Performances
- AR : Record continental (area record)
- CR : Record des championnats (championship record)
- MR : Record du meeting (meet record)
- NR : Record national (national record)
- OR : Record olympique (olympic record)
- PR : Record paralympique (paralympic record)
- PB : Record personnel (personal best)
- SB : Meilleure performance personnelle de la saison (season's best)
- WL : Meilleure performance mondiale de l'année (world leader)
- WJR : Record du monde junior (world junior record)
- WR : Record du monde (world record)

Circonstances et Conditions
- DNF : N'a pas terminé (did not finish)
- DNS : N'a pas pris le départ (did not start)
- DQ : Disqualification (disqualification)
- NM : Aucun essai valable enregistré (No Mark)
- Q : Qualifié « directement » au prochain tour (ou à la prochaine compétition), lors d'une compétition majeure, grâce au classement ou à la réalisation des minima (automatic qualifier)
- q : Qualifié au prochain tour (ou à la prochaine compétition), lors d'une compétition majeure, grâce au repêchage ou à la réalisation de l'une des meilleures performances parmi celles des « non qualifiés directement » (grâce au meilleur temps ou à la meilleure distance par exemple) (secondary qualifier)